# فرخنده غربی

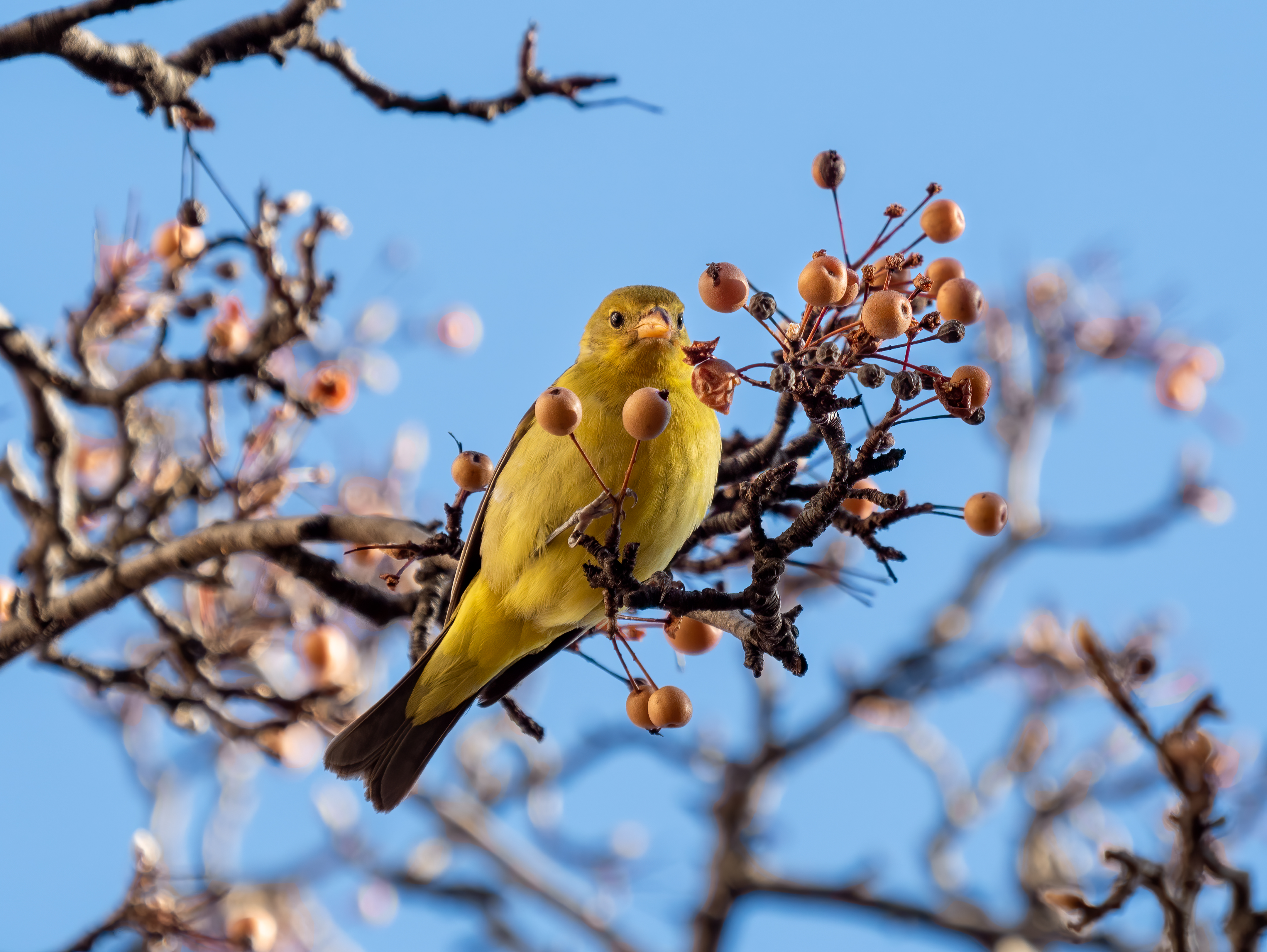
نگاره‌ای از یک فرخنده غربی در چلسی، منهتن، نیویورک.

فرخنده غربی (نام علمی: Piranga ludoviciana) نام یک گونه از خانواده فرخنده است.